# Йоан Комнин Охридски
Вижте пояснителната страница за други личности с името Йоан Комнин.
Йоан Комнин (на гръцки: Ἰωάννης Κομνηνός) е византийски аристократ и духовник, охридски архиепископ около 1143-1157 година.

## Биография
Йоан произлиза от византийската владетелска фамилия Комнини и е роден с името Адриан в семейството на севастократор Исак Комнин. Племенник е на император Алексий I Комнин. В Дюкянжовия списък е посочено, че майка му е аланска принцеса на име Ирина. Женен е за неизвестна по име жена, от която има две дъщери, една от които на име Теодора около 1125 г. се омъжила за византийския аристократ Андроник Кондостефан.
Известно време е дука на Драч с титлата севаст. Замонашва се под името Йоан. Вероятно заема архиепископския трон в Охрид малко преди 1143 година. Той участва активно в борбата с ересите и през 1157 година още е архиепископ. Не е известно кога напуска поста или умира, но през 1160 година архиепископ вече е Константин I.